# WondaGurl
Ebony Naomi Oshunrinde (ur. 28 grudnia 1996 w Scarborough (dzielnica Toronto), znana na scenie muzycznej pod pseudonimem WondaGurl – kanadyjska kompozytorka i producentka muzyczna pochodzenia nigeryjskiego. Współpracowała między innymi z takimi wykonawcami jak: Jay-Z, Travis Scott, Drake, Rihanna, Bryson Tiller i Lil Uzi Vert.
W 2023 roku z okazji 50-lecia hip-hopu została wymieniona przez The Recording Academy jako jedna z 7 pionierek, których zakulisowe starania definiują tę kulturę.

## Życiorys
Ebony Naomi Oshunrinde urodziła się 28 grudnia 1996 roku w Scarborough (dzielnica Toronto) w rodzinie Nigeryjskiej. Kultura muzyczna Nigerii wywarła na nią duży wpływ. Dorastając zaczęła czerpać z niej pomysły i inspiracje. Jest muzycznym samoukiem. Muzyki uczyła się za pośrednictwem Internetu. Swój pierwszy utwór opublikowała na YouTube pod pseudonimem EO Muzik. W wieku około 9 lat zainteresowała się produkcją muzyczną. Mając 15 lat wygrała konkurs Battle of The Beat Makers 2012 w Toronto.
Swoje pierwsze znaczące osiągnięcie zanotowała biorąc udział w realizacji albumu Magna Carta Holy Grail Jaya-Z (2013). Od tego czasu wyprodukowała ponad 100 utworów dla Travisa Scotta, Drake’a, Lil Uzi Verta, Rihanny i innych czołowych artystów. Jej dorobek obejmuje multi-platynowe hity, w tym „Antidote” Scotta i „Bitch Better Have My Money” Rihanny.
W 2018 roku znalazła się na liście Forbes 30 Under 30.
W 2020 roku uczestniczyli w komponowaniu i produkcji 6 piosenek debiutanckiego albumu Dona Tolivera Heaven or Hell. W tym samym roku podpisała globalną umowę z Sony/ATV Music Publishing i Cactus Jack Publishing Travisa Scotta oraz założyła własną firmę wydawniczą i nagraniową, Wonderchild Music.
W 2021 roku przeszła do historii, stając się pierwszą czarnoskórą kobietą, która zdobyła nagrodę Producenta Roku Juno Awards oraz pierwszą kobietą, nie będącą artystką nagrywającą, która zdobyła nagrodę Producenta Roku.
Spośród swoich ulubionych producentów muzycznych wymieniła takie nazwiska jak: Timbaland, Ryan Leslie, Polow da Don, King Minor, Johnny Juliano oraz swego mentora, Boi-1da.